# Forgetting Sarah Marshall
Forgetting Sarah Marshall (br: Ressaca de Amor; pt: Um Belo Par... de Patins) é um filme de comédia dramática e comédia romântica estadunidense de 2008 dirigido por Nicholas Stoller e estrelado por Jason Segel, Kristen Bell, Mila Kunis e Russell Brand.  O filme, que foi escrito por Segel e co-produzido por Judd Apatow, foi lançado pela Universal Studios. As filmagens começaram em abril de 2007 no Turtle Bay Resort no North Shore da ilha de Oahu, no Havaí. O filme foi lançado nos cinemas norte-americanos em 18 de abril de 2008 e no Reino Unido, uma semana depois, em 25 de abril de 2008.
A história gira em torno de Peter Bretter, que é um compositor de música para um programa de TV que acontece para caracterizar sua namorada, Sarah Marshall, no papel principal. Depois de um relacionamento de cinco anos, Sarah rompe abruptamente com Peter. Devastado por este evento, ele opta por ir de férias no Havaí, a fim de tentar seguir em frente com sua vida. O problema resulta quando ele se encontra com sua ex na ilha como ela está de férias com seu novo namorado.

## Sinopse
Compositor Peter Bretter (Jason Segel) está em um relacionamento de cinco anos com a atriz Sarah Marshall (Kristen Bell), que protagoniza um programa de televisão semelhante a CSI, Crime Scene: Scene of the Crime. Um dia, enquanto Peter fica completamente nu em seu apartamento, Sarah anuncia que está rompendo com ele. Devastado, e incapaz de banir sua dor através de uma noite, Peter faz uma viagem para o Havaí. No entanto, as férias é arruinada quando ele descobre que Sarah e seu novo namorado rockstar Aldous Snow (Russell Brand) também são hóspedes do resort. Com pena dele, a recepcionista do hotel Rachel (Mila Kunis), oferece-lhe um conjunto caro de graça em troca de limpar o próprio quarto.
Peter começa a passar tempo com Rachel e começa a desenvolver sentimentos por ela. Enquanto isso, a relação entre Sarah e Aldous começa a vacilar. Grande parte da discórdia é desencadeada pela notícia de que o programa de TV de Sarah foi cancelada e Aldous está prestes a embarcar em uma turnê mundial com seu grupo, Infant Sorrow, por 18 meses. Durante um dia de surf e areia Aldous e Peter se encontram e começam a conversar. Inadvertidamente, Aldous informa a Peter que ele e Sarah começou a ter relações sexuais um ano inteiro antes que ela rompeu com Peter. Quando Peter confronta Sarah, ela diz que começou a se sentir desconectada emocionalmente dele e ela não podia fazer nada para fazer seu relacionamento funcionar. Além disso agravando a situação o óbvio ciúme de Sara da relação de amizade entre Peter e Rachel, enquanto Peter (através da observação de relacionamento de Sarah com Aldous) começa a perceber que sua relação com ela não era tão grande como ele se lembrava.
Mais tarde, Sarah, Aldous, Peter e Rachel compartilhar um jantar estranho juntos. Após o jantar, Peter leva Rachel volta para seu quarto de hotel e eles começam a ter relações sexuais. Sarah ouve através da parede e inicia o ato sexual com Aldous, gemendo alto para o benefício do casal ao lado, e Rachel e Peter transformar a situação em uma competição e se tornar ainda mais alto. Quando Aldous percebe Sarah é claramente colocar uma performance para tentar chamar a atenção de Peter, ele pára o sexo e diz que a viagem foi um erro como ela claramente ainda não acabou com Peter. Eles brigam furiosamente, levando Aldous a anunciar que o relacionamento acabou. No dia seguinte, Peter encontra Aldous, e descobre que ele e Sarah se separaram e que ele está voando de volta para a Inglaterra. Pedro vai até o quarto de Sarah para consolá-la onde ela admite que ainda o ama e tenta reacender seu romance. Os dois começam a se envolver em atividade sexual, mas Peter corta abruptamente por causa de seus sentimentos por Rachel, e seus sentimentos ambivalentes em relação agora por Sarah. Peter imediatamente vai para Rachel para confessar o que aconteceu, mas ela está machucada e exige que ele saia e nunca mais entre em contato com ela novamente. Antes de sair, Peter leva para ela uma foto nu de Rachel de um bar local, apesar de sofrer uma agressão do proprietário.
Ele voa de volta para Los Angeles e depois de um período de tristeza e auto-aversão, ele começa a trabalhar em sua ópera de fantoche da comédia-rock Drácula, A Taste for Love. Ele envia um convite para Rachel para o desempenho da noite de abertura. Embora extremamente hesitante no início, Rachel finalmente decide participar. Após a realização Rachel felicita Peter e diz-lhe que ela está olhando para voltar aos seus estudos. Ela deixa assim Peter poder aproveitar o sucesso de seu show, mas rapidamente volta ao camarim de Peter para lhe dizer que sente falta dele. Peter diz a ela que ele sentia falta dela também. O filme termina como eles se abraçam e se beijam.

## Elenco
- Jason Segel como Peter Bretter: Um compositor preguiçoso mas bem-intencionado para o programa de TV, Crime Scene: Scene of the Crime. Enquanto isso, ele está trabalhando em uma ópera-rock de Drácula baseada em envolvimento de bonecos chamado A Taste for Love em que ele atua como o Conde Drácula.
- Kristen Bell como Sarah Marshall: Uma atriz famosa de trabalho para o programa de TV Crime Scene: Scene of the Crime que namorou Peter antes de deixá-lo pela estrela do rock Aldous Snow.
- Mila Kunis como Rachel Jansen: A recepcionista para o resort havaiano Turtle Bay, com quem Peter faz um relacionamento durante sua estadia no hotel.
- Russell Brand como Aldous Snow: O astro do rock bizarro, que é o novo namorado de Sarah Marshall. O mesmo personagem é visto mais tarde em Get Him to the Greek.
- Bill Hader como Brian Bretter: meio-irmão de Peter e melhor amigo que geralmente critica para melhor. Ele ajudou seu meio-irmão na ópera de A Taste for Love onde realizou Van Helsing.
- Liz Cackowski como Liz Bretter: esposa de Brian, que era sua primeira e única namorada e que normalmente foge em conversas de computador de Brian.
- Jack McBrayer como Darald Braden: Um hóspede no resort que não gosta de certos aspectos da relação sexual e está tendo dificuldades para satisfazer a sua nova esposa.
- Maria Thayer como Wyoma Braden: A mulher com fome de sexo de Darald.
- Jonah Hill como Matthew Van Der Wyk: Um garçom em Turtle Bay e fã obsessivo de Aldous que constantemente faz coisas estranhas e aleatórias. Aldous descreve-o como "um jovem excêntrico e confiante".
- Paul Rudd como Chuck / Kunu[3] Um instrutor de surfe estranho que muitas vezes se esquece das pessoas e que tem 44 anos de idade por sua própria estimativa.
- Jason Bateman como Detive do Animal Instincts: Um personagem no último show da Sarah Marshall, Animal Instincts
- William Baldwin como Ele mesmo / Det. Hunter Rush: No universo do filme, William Baldwin é a co-estrela de "parceiro romântico" no show de Sarah. Ele é conhecido como "Billy Baldwin" e Peter suspeita dele brevemente de ter um caso com Sarah.
- Kristen Wiig como Prana: Instrutora de Yoga (cena excluída)
- Da'Vone McDonald como Dwayne: Um bartender em Turtle Bay. Dwayne era originalmente da região Centro-Sul de Los Angeles, e odiava lá, até que ele se mudou para Oahu, onde aprendeu a nomear mais de duzentos tipos diferentes de peixes.
- Teila Tuli como Kimo: Um cozinheiro em Turtle Bay.
- Branscombe Richmond como Keoki: O barman que bate em Peter quando ele leva para baixo a foto de Rachel no bar.

### Marionetes
Os bonecos vistos no filme foram criadas por de Jim Henson's Creature Shop. A seguir foram realizadas as marionetes neste filme:
- Carol Binion
- Tim Blaney
- Julianne Buescher - Anjo
- Kevin Carlson
- Leslie Carrara-Rudolph - Uma das noivas de Drácula
- BJ Guyer
- Sean Johnson - As cinco múmias dançarinas
- Scott Land
- Drew Massey - Mão direita de Conde Drácula
- Michael Oosterom
- Michelan Sisti
- Victor Yerrid - Mão direita de Van Helsing

## Dublagem Brasileira
- Estúdio: Audiocorp (RJ)
- Mídia: DVD / TV Paga / Televisão / Netflix
- Direção: Waldyr Sant'anna

| Personagem                  | Ator / Atriz        | Dublagem         |
| --------------------------- | ------------------- | ---------------- |
| Peter Bretter               | Jason Segel         | Alexandre Moreno |
| Sarah Marshall              | Kristen Bell        | Mariana Torres   |
| Rachel Jansen               | Mila Kunis          | Maíra Góes       |
| Aldous Snow                 | Russell Brand       | Marcelo Garcia   |
| Brian Bretter               | Bill Hader          | Eduardo Dascar   |
| Wyoma                       | Maria Thayer        | Márcia Morelli   |
| Darald                      | Jack McBrayer       | Clécio Souto     |
| Kemo                        | Taylor Wily         | Waldyr Sant'anna |
| Dr. Rosenbaum               | Steve Landesberg    | Carlos Gesteira  |
| Matthew                     | Jonah Hill          | Rodrigo Antas    |
| Chuck                       | Paul Rudd           | Paulo Vignolo    |
| Keoki                       | Branscombe Richmond | Bruno Rocha      |
| Liz Bretter                 | Liz Cackowski       | Fabíola Giardino |
| Greg                        | Kala Alexander      | Carlos Roberto   |
| Dwayne, o Balconista do Bar | Davon McDonald      | Maurício Berger  |
| Ann                         | June Diane Raphael  | Fabíola Giardino |
| Leslie                      | Ahna O'Reilly       | Izabel Lira      |

## Filmagem
Todos os locais de filmagem foram no estado do Havaí e em Los Angeles. Durante as filmagens, ator Jason Segel disse a um entrevistador do New York Times que as cenas de nudez foram baseados em uma experiência da vida real que ele tinha. O filme apresenta uma grande quantidade de diálogo improvisado; de acordo com o diretor Nicholas Stoller, é "60 ou 70 por cento roteirizado e depois de 30 ou 40 por cento de improvisação".
Stoller afirma que Judd Apatow estava muito envolvido no processo de escolha do elenco e para o desenvolvimento do roteiro. Com relação à nudez no filme, ele acrescentou que o primeiro rascunho do roteiro chamado para o personagem (Peter Bretter) para se vestir após a separação, mas ele achou que seria engraçado se o personagem ficou nu o tempo todo. No entanto, ele confirmou que a imagem de Mila Kunis usado no filme foi criado em um computador e não era real.

## Lançamento

### Resposta da crítica
Forgetting Sarah Marshall recebeu críticas positivas de muitos críticos. Rotten Tomatoes relata que 84% de 179 críticos deram ao filme uma crítica positiva, com uma classificação média de 7.0 dos 10 e o consenso do site é que "Com amplas risos e performances afiadas, Forgetting Sarah Marshall encontra a mistura certa de comédia romântica e atrevimento". Metacritic informou o filme teve uma pontuação média de 67 de 100, baseado em 37 opiniões.
Matt Pais do Chicago Tribune disse que é "o tipo de filme que você pode assistir todos os dias, porque, como uma nova chama, você não pode obter o suficiente de sua empresa e são apenas contente de ver onde leva-lo". Richard Roeper muito elogiado o filme para seus momentos-rir-out alto, bem como a sua dignidade de ser um clássico instantâneo e chegou ao ponto de dizer que ele iria colocá-lo em sua lista de 50 comédias favoritas de todos os tempos.
Outras críticas positivas vêm do Entertainment Weekly que deu ao filme um B+ e aplaudiram "riff de Jason Segel em variedades de perplexidade masculina", e Mick LaSalle do San Francisco Chronicle, que escreveu "filme da descoberta de Segel, Forgetting Sarah Marshall, merece para cavalgar a onda da mais recente, mais quente micro-tendência em fotos: a comédia romântica para indivíduos".

### Bilheteria
O filme foi promovido com uma campanha de cartazes "provocação", com o texto "Eu odeio Sarah Marshall" e a URL para o site do filme.
Em sua semana de estreia, o filme arrecadou $17.7 milhões em 2,798 cinemas nos Estados Unidos e Canadá, posição #2 nas bilheterias e ficando atrás de The Forbidden Kingdom, a uma média de $6,335 por cinema nos EUA e por cinema no Canadá. Ele se abriu atrás de outras produções de Superbad, Knocked Up, The 40-Year-Old Virgin e Talladega Nights, mas à frente dos filmes contemporâneos de Apatow Walk Hard e Drillbit Taylor.
Em fevereiro de 2009, Forgetting Sarah Marshall arrecadou um total estimado de $105.2 milhões em todo o mundo; $63.2 milhões na América do Norte e $42 milhões em outros territórios.

### Home media
O DVD e Blu-ray disco foi lançado em 30 de setembro de 2008. No gráfico de vendas de, Forgetting Sarah Marshall abriu em #2 e vendeu 652,000 unidades, traduzindo para $12,905,492 em receitas. A partir de (novembro de 2009) 1,785,744 DVD unidades de DVD foram vendidos, a aquisição de uma receita de $29,145,295.  Isso não inclui as vendas de Blu-ray/rendas de DVD.
Foi lançado em uma edição de DVD de disco único, uma edição de colecionador de três discos de DVD, um Blu-ray edição de dois discos, e na comédia Ultimate Collection Unrated contendo edições de colecionadores de Forgetting Sarah Marshall, The 40-Year-Old Virgin e Knocked Up em DVD ou Blu-ray Disc. Foi lançado em DVD na Austrália (região 4) em 20 de agosto de 2008, em um único e 2-Disc Unforgettable Edition e foi também lançado em disco Blu-ray na Austrália em 5 de novembro de 2008.

## Música
Jason Segel e Lyle Workman tiveram música escrita para o filme, que inclui música de Infant Sorrow e uma canção do musical Drácula. Eric Carmen, Blondie e Kenny Loggins também foram ouvidas sobre as previews para o filme.

### Trilha sonora
A trilha sonora de Forgetting Sarah Marshall foi lançado em 22 de abril de 2008.
| N.º | Título                                                                        | Música | Duração |  |
| 1.  | "Love You Madly" (Cake)                                                       |        | 3:58    |  |
| 2.  | "We've Got to Do Something" (Infant Sorrow)                                   |        | 3:33    |  |
| 3.  | "You Can't Break a Heart and Have It" (Black Francis)                         |        | 2:37    |  |
| 4.  | "Get Me Away From Here, I'm Dying" (Belle & Sebastian)                        |        | 3:25    |  |
| 5.  | "More Than Words" (Aloha Sex Juice)                                           |        | 3:12    |  |
| 6.  | "Dracula's Lament" (Jason Segel)                                              |        | 1:23    |  |
| 7.  | "Inside of You" (Infant Sorrow)                                               |        | 2:50    |  |
| 8.  | "Fucking Boyfriend" (The Bird and the Bee)                                    |        | 3:14    |  |
| 9.  | "Intensified '68 (Music Like Dirt)" (Desmond Dekker)                          |        | 2:43    |  |
| 10. | "Nothing Compares 2 U" (The Coconutz, uma versão cover traduzido em havaiano) |        | 5:58    |  |
| 11. | "Baby" (Os Mutantes)                                                          |        | 3:37    |  |
| 12. | "These Boots Are Made for Walkin'" (The Coconutz)                             |        | 2:52    |  |
| 13. | "A Taste for Love" (Forgetting Sarah Marshall Cast)                           |        | 2:04    |  |
| 14. | "The Secret Sun" (Jesse Harris)                                               |        | 3:45    |  |
| 15. | "Everybody Hurts" (The Coconutz)                                              |        | 6:03    |  |
| 16. | "Animal Instincts" (The Transcenders com J7 D'Star)                           |        | 1:14    |  |

Várias músicas estão em destaque no filme que não foram incluídas na trilha sonora, incluindo "Heaven Knows I'm Miserable Now" dos The Smiths e da versão de "Nothing Compares 2 U" de Sinéad O'Connor, sendo que ambos são ouvidos em segundo plano durante a cena em que o irmão de Peter exclui todas as fotos de Peter. "Amber" de 311 pode ser ouvido no fundo durante a cena do bar depois do primeiro encontro de Peter e Rachel, bem como "Playa Azul" dos Los Amigos Invisibles. "Move Your Feet" de Junior Senior é brevemente jogado em segundo plano na cena no início, quando eles estão mostrando clips no Access Hollywood. Outra canção não destaque na trilha sonora é "Heavy Lifting" da banda de Nova Iorque Ambulance Ltd.

## Prêmios e nomeações
Forgetting Sarah Marshall foi indicado para cinco prêmios para nos 2008 Teen Choice Awards, embora não ganhou nenhum prêmio. As indicações foram:
- Movie, Breakout Female: Kristen Bell
- Movie, Breakout Female: Mila Kunis
- Movie, Breakout Male: Jason Segel
- Movie, Romantic Comedy
- Movie, Actress Comedy: Kristen Bell

Em The Comedy Festival Presents: Filmes Mais Engraçados do Ano 2008 em TBS, Forgetting Sarah Marshall foi eleito "O mais Engraçado de Cinema de 2008".

## Sequência spin-off
Uma spin-off foi lançada em 4 de junho de 2010 reunindo diretor Stoller e produtor Judd Apatow com as estrelas Russell Brand e Jonah Hill. Brand reprisa o papel de Aldous Snow, enquanto Hill interpreta um novo personagem. Kristen Bell também reprisa seu papel como brevemente Sarah Marshall, onde ela aparece em uma promo de um novo drama da NBC Blind Medicine, onde ela interpreta uma cirurgiã com deficiência visual.